# Anders Antonsen
Anders Antonsen (Aarhus, 27 de abril de 1997) es un deportista danés que compite en bádminton, en la modalidad individual.
Ganó tres medallas en el Campeonato Mundial de Bádminton entre los años 2019 y 2023, y cuatro medallas en el Campeonato Europeo de Bádminton entre los años 2017 y 2024. En los Juegos Europeos de Minsk 2019 obtuvo una medalla de oro.
Participó en los Juegos Olímpicos de Tokio 2020, obteniendo el quinto lugar en la prueba individual.

## Palmarés internacional
| Campeonato Mundial | Campeonato Mundial     | Campeonato Mundial | Campeonato Mundial |
| Año                | Lugar                  | Medalla            | Prueba             |
| ------------------ | ---------------------- | ------------------ | ------------------ |
| 2019               | Basilea (Suiza)        | Medalla de plata   | Individual         |
| 2021               | Huelva (España)        | Medalla de bronce  | Individual         |
| 2023               | Copenhague (Dinamarca) | Medalla de bronce  | Individual         |
| Juegos Europeos    |                        |                    |                    |
| Año                | Lugar                  | Medalla            | Prueba             |
| 2019               | Minsk (Bielorrusia)    | Medalla de oro     | Individual         |
| Campeonato Europeo |                        |                    |                    |
| Año                | Lugar                  | Medalla            | Prueba             |
| 2017               | Kolding (Dinamarca)    | Medalla de plata   | Individual         |
| 2021               | Kiev (Ucrania)         | Medalla de oro     | Individual         |
| 2022               | Madrid (España)        | Medalla de plata   | Individual         |
| 2024               | Saarbrücken (Alemania) | Medalla de oro     | Individual         |